# 阴阳赵乡
阴阳赵乡是中国河南省漯河市源汇区下辖的一个乡。

## 行政区划
阴阳赵乡下辖：阴东村、阴西村、姬东村、姬西村、大张庄村、二甲刘村、天官村、台坡魏村、李庄村、后寨村、下亭村、前寨村、水坑赵村、下魏村、湾赵村、代庄村、程庄村、大楼魏村、尹庄村、沙郭村、占李村、张王于村、刘湾村、和庄村、顿庄村、大吴庄村、西河村、杨庄村、胡庄村、古城村、井李村。